# Liste der Chief Minister von Tripura
Die folgende Tabelle listet die Chief Minister von Tripura mit Amtszeit und Parteizugehörigkeit auf.
| #  | Name                   | Amtsantritt      | Ende der Amtszeit | Partei                             |
| 1  | Sachindra Lal Singh    | 1. Juli 1963     | 31. Oktober 1971  | Indischer Nationalkongress         |
|    | (President’s rule)     | 1. November 1971 | 26. März 1972     |                                    |
| 2  | Sukhamoy Sen Gupta     | 27. März 1972    | 31. März 1977     | Indischer Nationalkongress         |
| 3  | Prafulla Kumar Das     | 1. April 1977    | 25. Juli 1977     | Democratic Congress Party          |
| 4  | Radhika Ranjan Gupta   | 26. Juli 1977    | 4. November 1977  | Janata Party                       |
|    | (President’s rule)     | 5. November 1977 | 4. Januar 1978    |                                    |
| 5  | Nripen Chakraborty     | 5. Januar 1978   | 4. Februar 1988   | Communist Party of India (Marxist) |
| 6  | Sudhir Ranjan Majumdar | 5. Februar 1988  | 18. Februar 1992  | Indischer Nationalkongress         |
| 7  | Samir Ranjan Barman    | 19. Februar 1992 | 10. März 1993     | Indischer Nationalkongress         |
|    | (President’s rule)     | 11. März 1993    | 9. April 1993     |                                    |
| 8  | Dasarath Deb           | 10. April 1993   | 10. März 1998     | Communist Party of India (Marxist) |
| 9  | Manik Sarkar           | 11. März 1998    | 8. März 2018      | Communist Party of India (Marxist) |
| 10 | Biplab Kumar Deb       | 9. März 2018     | 14. Mai 2022      | Bharatiya Janata Party             |
| 10 | Manik Saha             | 14. Mai 2022     | im Amt            | Bharatiya Janata Party             |